# Mary McCormack
Mary Catherine McCormack (Plainfield, 8 febbraio 1969) è un'attrice statunitense.

## Biografia
Nata e cresciuta nel New Jersey, figlia di William e Norah McCormack (che divorziarono nel 1990), ha un fratello minore, Will, anche lui attore.
Inizia ad appassionarsi alla recitazione fin da bambina, dopo aver recitato nello spettacolo teatrale Amahl and the Night Visitors di Gian Carlo Menotti, in seguito lavora in diverse compagnie teatrali e dopo aver terminato gli studi al Trinity College a Hartford nel Connecticut continua a lavorare in teatro e si perfeziona al William Esper Studio.
Il suo debutto cinematografico avviene nel 1994 nel film Miracolo nella 34ª strada, in seguito lavora nella serie televisiva Murder One, grazie alla popolarità acquisita con la serie ottiene il ruolo di Alison, moglie del conduttore radiofonico Howard Stern in Private Parts. Nel 1998 recita in Deep Impact di Mimi Leder e l'anno seguente in Fino a prova contraria di Clint Eastwood.
Nel 2001 recita al fianco di Kevin Spacey e Jeff Bridges in K-PAX - Da un altro mondo, mentre nel 2002 lavora in Full Frontal di Steven Soderbergh. Molto attiva anche in campo televisivo, recita in alcuni episodi di E.R. - Medici in prima linea e interpreta il ruolo del viceconsulente della sicurezza nazionale Kate Harper nella serie West Wing - Tutti gli uomini del Presidente. Nel 2007 affianca John Cusack nell'horror 1408. Dal 2008 al 2012 è protagonista della serie televisiva In Plain Sight - Protezione testimoni.

## Filmografia

### Cinema
- Miracolo nella 34ª strada (Miracle on 34th Street), regia di Les Mayfield (1994)
- Backfire!, regia di A. Dean Bell (1995)
- Colin Fitz, regia di Robert Bella (1997)
- Private Parts, regia di Betty Thomas (1997)
- Due padri di troppo (Fathers' Day), regia di Ivan Reitman (1997) – non accreditata
- Allarme mortale (Life During Wartime), regia di Evan Dunsky (1997)
- Deep Impact, regia di Mimi Leder (1998)
- Harvest, regia di Stuart Burkin (1998)
- Getting to Know You - Cominciando a conoscerti (Getting to Know You), regia di Lisanne Skyler (1999)
- Fino a prova contraria (True Crime), regia di Clint Eastwood (1999)
- Mistery, Alaska, regia di Jay Roach (1999)
- The Big Tease, regia di Kevin Allen (1999)
- Other Voices, regia di Dan McCormack (2000)
- Il club dei cuori infranti (The Broken Hearts Club: A Romantic Comedy), regia di Greg Berlanti (2000)
- Gun Shy - Un revolver in analisi (Gun Shy), regia di Eric Blakeney (2000)
- East of A, regia di Amy Goldstein (2000)
- BigLove, regia di Leif Tilden – cortometraggio (2001)
- High Heels and Low Lifes, regia di Mel Smith (2001)
- World Traveler, regia di Bart Freundlich (2001)
- K-PAX - Da un altro mondo (K-PAX), regia di Iain Softley (2001)
- Full Frontal, regia di Steven Soderbergh (2002)
- Dickie Roberts (Dickie Roberts: Former Child Star), regia di Sam Weisman (2003)
- Madison - La freccia dell'acqua (Madison), regia di William Bindley (2005)
- Right at Your Door, regia di Chris Gorak (2006)
- For Your Consideration, regia di Christopher Guest (2006)
- 1408, regia di Mikael Håfström (2007)
- Streetcar, regia di Frederick Weller – cortometraggio (2009)
- Should've Been Romeo, regia di Marc Bennett (2012)
- Scooby-Doo! e il mistero del wrestling (Scooby-Doo! WrestleMania Mystery), regia di Brandon Vietti (2014) – voce
- The Crash - Minaccia a Wall Street (The Crash), regia di Aram Rappaport (2017)
- Drone, regia di Jason Bourque (2017)

### Televisione
- Law & Order - I due volti della giustizia (Law & Order) – serie TV, episodio 4x21 (1994)
- Giuste sentenze (The Wright Verdicts) – serie TV, episodio 1x06 (1995)
- Murder One – serie TV, 40 episodi (1995-1997)
- More, Patience, regia di Jon Turteltaub – film TV (2001)
- Julie Lydecker, regia di Jerry Zaks – film TV (2002)
- K Street – serie TV, 10 episodi (2003)
- E.R. - Medici in prima linea (ER) – serie TV, 6 episodi (2003-2006)
- West Wing - Tutti gli uomini del Presidente (The West Wing) – serie TV, 48 episodi (2004-2006)
- Traffic – miniserie TV, 3 puntate (2004)
- Law & Order: Criminal Intent – serie TV, episodio 7x12 (2008)
- In Plain Sight - Protezione testimoni (In Plain Sight) – serie TV, 61 episodi (2008-2012)
- The Unprofessional, regia di Craig Zisk – film TV (2012)
- Welcome to the Family – serie TV (2013)
- The Newsroom – serie TV, episodi 3x02-3x03 (2014)
- Angie Tribeca – serie TV, episodi 2x05-2x09-3x07 (2016-2017)
- When We Rise – miniserie TV (2017)
- Will & Grace – serie TV, episodi 9x15-10x09 (2018-2019)
- The Kids Are Alright – serie TV, 23 episodi (2018-2019)
- Into the Dark – serie TV, episodio 1x06 (2019)

## Doppiatrici italiane
Nelle versioni in italiano delle opere in cui ha recitato, Mary McCormack è stata doppiata da:
- Anna Cesareni in E.R. - Medici in prima linea, Will & Grace (ep. 10x09)
- Francesca Fiorentini in 1408, Angie Tribeca
- Alessandra Korompay in Dickie Roberts - Ex piccola star
- Anna Rita Pasanisi in Deep Impact
- Barbara Castracane in Murder One
- Claudia Catani in Full Frontal
- Daniela Abbruzzese in Into the Dark
- Emanuela Rossi in Private Parts
- Georgia Lepore in Right at Your Door
- Laura Boccanera in Fino a prova contraria
- Laura Facchin in Scandal
- Laura Romano in In Plain Sight - Protezione testimoni
- Micaela Esdra in Getting to Know You - Cominciando a conoscerti
- Paila Pavese in Gun Shy - Un revolver in analisi
- Pinella Dragani in Il club dei cuori infranti
- Roberta Paladini in K-PAX - Da un altro mondo
- Roberta Pellini in Welcome to the Family
- Rossella Celindano in West Wing - Tutti gli uomini del Presidente
- Silvia Tognoloni in Mistery, Alaska
- Sonia Mazza in The Crash - Minaccia A Wall Street
- Tatiana Dessi in Will & Grace (ep. 9x15)
- Barbara De Bortoli in High Heels and Low Lifes

Da doppiatrice è sostituita da:
- Deborah Ciccorelli in Scooby-Doo! e il mistero del wrestling